# Chileogovea oedipus
Espèce
Chileogovea oedipus est une espèce d'opilions cyphophthalmes de la famille des Pettalidae.

## Distribution
Cette espèce est endémique du Chili. Elle se rencontre dans les régions des Lacs, d'Araucanie et du Bíobío.

## Description
Le mâle holotype mesure 2,5 mm et la femelle paratype 2,5 mm.
Les mâles mesurent de 2,5 à 3,28 mm et les femelles de 2,5 à 2,8 mm.

## Étymologie
Son nom d'espèce lui a été donné en référence à Œdipe.

## Publication originale
- Roewer, 1961 : « Opiliones aus Sud-Chile. » Senckenbergiana Biologica, vol. 42, no 1/2, p. 99-105.